# Chuco
Chuco ist eine Gattung mittelamerikanischer Buntbarsche, die im südöstlichen Mexiko und in Guatemala in den Stromgebieten von Usumacinta, Río Grijalva, Río Polochic und Río Motagua vorkommt.  

## Merkmale
Chuco-Arten werden 20 bis 30 cm lang und haben einen gemäßigt langgestreckten, seitlich abgeflachten Körper und ein abgerundetes Stirnprofil, das bei alten Männchen zu einem leichten Buckel wird. Während der Fortpflanzung bekommen die Weibchen eine kontrastreiche Färbung mit Binden und Flecken. Der untere Längsstreifen und das erste oder zweite Querband bilden eine L-förmige Zeichnung. Während der Brutzeit ist die Unterseite des Kopfes und der Bauch schwarz (typische Brutfärbung der Herichthyines). Rücken- und Afterflosse sind an ihrer Basis leicht beschuppt. Auf der Prämaxillare und im Unterkiefer sind die Zähne der ersten Reihe zweispitzig. Die vorderen, mittleren Kieferzähne sind stark vergrößert, ihre Spitzen nach hinten gebogen. Alle Zähne sind zugespitzt, labiolingual (lippen- und zungenseitig) abgeflacht. Die Gattung hat eine erhöhte Zahl (15) von Rumpfwirbeln (abdominal vertebrae), 16 Schwanzwirbel (caudal vertebrae) und 4 Wirbel im Schwanzstiel. Auch die Anzahl der Schuppen entlang der Seitenlinie ist mit 31 bis 32 relativ hoch. Von Paraneetroplus und Rheoheros unterscheidet sich Chuco durch die Verdopplung der vierten und fünften Querbinde auf den Körperseiten, von Theraps durch den höheren Körper und den weniger gestreckten Rumpf und Schwanzstiel, von Cincelichthys durch den längeren Schwanzstiel und eine andere Zahnmorphologie (keine meißelartigen Zähne) und von Wajpamheros durch die fehlenden Anpassungen in der Schädelmorphologie an die Ernährung durch Aufwuchs.

## Arten
Gegenwärtig zählt die Gattung drei Arten:
- Chuco godmanni (Günther, 1862)
- Chuco intermedium (Günther, 1862)
- Chuco microphthalmus (Günther, 1862)

## Systematik
Die Gattung Chuco wurde 1969 durch den mexikanischen Ichthyologen Agustin Fernández-Yépez eingeführt, später aber durch verschiedene Autoren mit Cichlasoma, Theraps oder Vieja synonymisiert. Einzelne Chuco zugeordnete Arten zählten zeitweilig auch zu Tomocichla oder Paraneetroplus. Im April 2016 wurde Chuco durch ein Team tschechischer Ichthyologen revalidiert. 